# The Startup
The Startup (reso graficaficamente the_startup) è un film del 2017 diretto da Alessandro D'Alatri.

## Trama
Il diciottenne romano Matteo Achilli è intenzionato a diventare un nuotatore di successo. Il suo allenatore, però, ha mire più dirette sul figlio, compagno di squadra meno bravo di Matteo; di conseguenza Matteo si rende conto che in Italia il più favorito è chi viene raccomandato. Essendo d'altro canto un ottimo studente, si iscrive all'Università Bocconi di Milano; qui Matteo non si demoralizza e decide d'inventare un social network, capace di classificare chi fa domanda a ogni incarico professionale, in base al merito, utilizzando un algoritmo matematico per valutare in base a parametri oggettivi i trascorsi accademici del candidato.

## Distribuzione
Il film è stato distribuito a partire dal 6 aprile 2017.
Il film è disponibile su Netflix a partire dal 18 novembre 2021.